# Eugénio Tavares
Pour les articles homonymes, voir Tavares.
Eugénio de Paula Tavares, né le 18 octobre 1867 à Furna sur l'île de Brava (Cap-Vert) et mort le 1er juin 1930 dans la même île, est un poète, écrivain, compositeur et journaliste cap-verdien.
Intellectuel reconnu de son époque, il sera l’un des premiers à affirmer l’existence d’une identité créole alors que le pays est encore en pleine tutelle coloniale. Cet outrage lui coutera une mise en sourdine forcée, manifestée par un exil vers les États-Unis entre 1900 et 1910.
Il est connu comme le premier à formaliser la morna, ce genre musical unique qui est devenu l'hymne de Cap-Vert et est inscrit depuis décembre 2019 par l’Unesco sur la liste du patrimoine culturel immatériel de l'humanité.

## Postérité
Un musée et un monument lui sont dédiés à Nova Sintra.

## Galerie

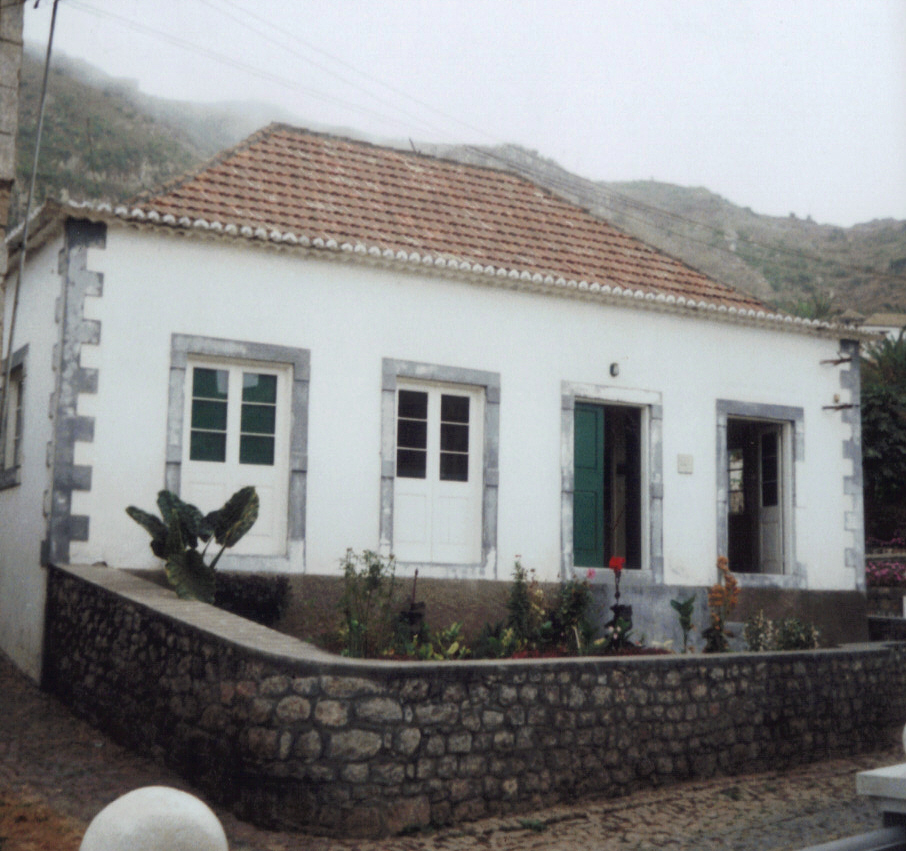
Le musée Tavares à Nova Sintra (Brava)
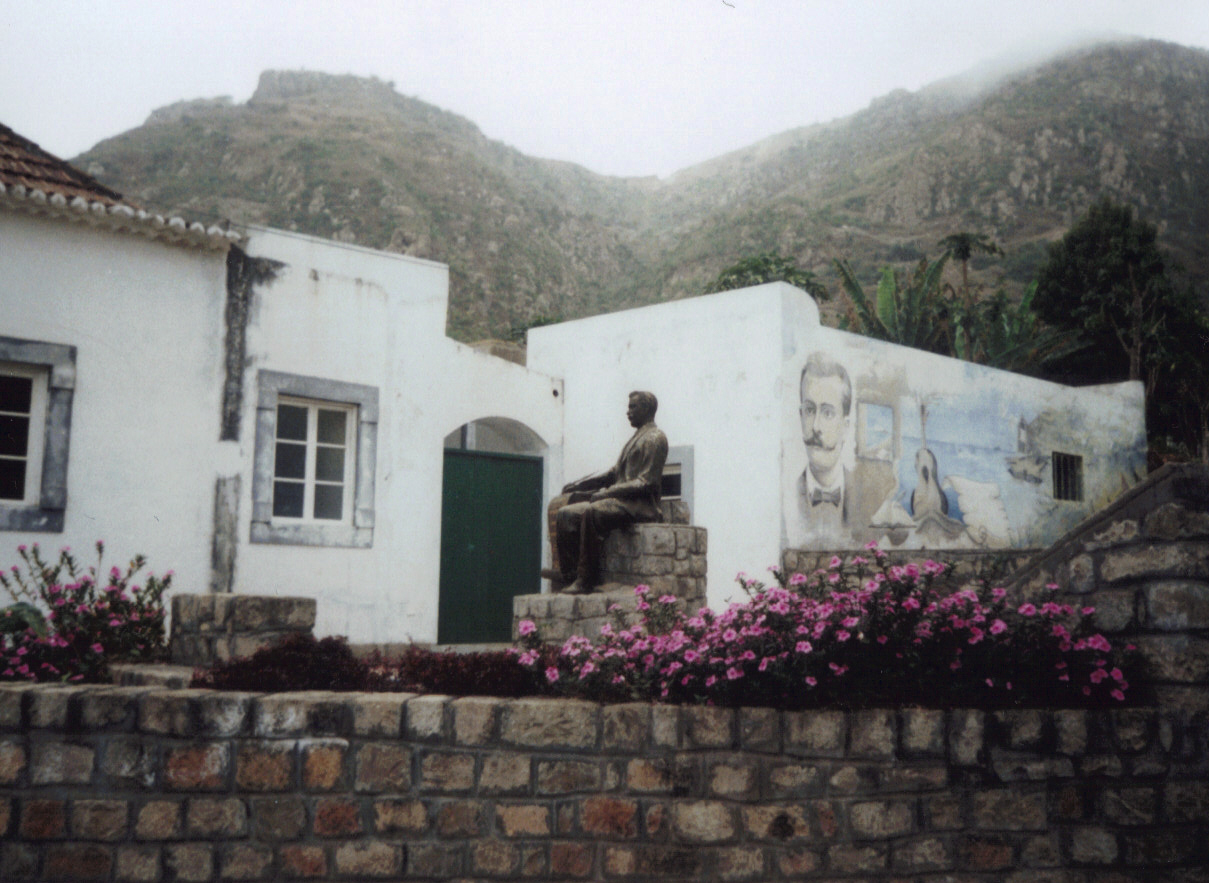
Le monument à Nova Sintra

### Liens connexes
- Morna
- Musique capverdienne
- Créole cap-verdien
- Culture du Cap-Vert